# Here (In Your Arms)
Here (In Your Arms) is een nummer van de Amerikaanse band Hellogoodbye uit 2007. Het is de eerste single van hun debuutalbum Zombies! Aliens! Vampires! Dinosaurs!.
Het nummer had succes in de Verenigde Staten (#14), het Verenigd Koninkrijk (#4) en Canada (#11). In de Nederlandse Top 40 wist het de 10e positie te behalen. In Vlaanderen bleef het steken op nummer 7 in de Tipparade.